# Corydoras kanei
Corydoras kanei là một loài cá da trơn nước ngọt nhiệt đới thuộc chi Corydoras trong họ Callichthyidae. Loài này được tìm thấy ở lưu vực sông Río Negro (Amazon), thuộc lãnh thổ Brazil. C. kanei được mô tả lần đầu tiên vào năm 1998.
Loài này được đặt theo tên của Kane Grant, con trai của nhà ngư học Steven Grant - người phát hiện ra loài cá này.

## Mô tả
C. kanei trưởng thành dài khoảng 4 – 5 cm. Chúng thường sống ở tầng đáy của các sông hồ, thích hợp với môi trường nước có độ pH từ 6,5 đến 8,0, độ cứng của nước khoảng 2 - 25 dGH và nhiệt độ khoảng từ 22 đến 26 °C. Thức ăn chủ yếu của C. kanei là giun, côn trùng, động vật giáp xác và rong rêu. Cá mái đẻ trứng trong thảm thực vật dày và không bảo vệ trứng. Ở C. kanei trưởng thành, cá đực có xu hướng nhỏ hơn so với cá mái.
C. kanei thường được phân biệt với loài họ hàng Corydoras atropersonatus qua sự xuất hiện các mảng màu đen ở vây hậu môn và vây đuôi (C. atropersonatus không có đặc điểm này). Đốm đen trên thân của C. kanei nhiều và nhỏ hơn C. atropersonatus. C. kanei có một dải màu đen băng qua mắt.
Tương tự như các loài khác trong Corydoras, C. kanei cũng được nuôi làm cá cảnh.